# Diverticulose
Ne doit pas être confondu avec Diverticulite du sigmoïde.
 Mise en garde médicale
La diverticulose est la présence de petites hernies muqueuses sur la paroi du côlon.
La diverticulose du côlon est un état asymptomatique qui correspond à une anomalie anatomique acquise du côlon caractérisée par la présence de diverticules. La maladie diverticulaire correspond à la diverticulite et ses complications et à l’hémorragie d’origine diverticulaire.

## Épidémiologie
La diverticulose est observée chez plus de 30 % des sujets de plus de 60 ans et 50 % des plus de 70 ans, plus souvent les femmes que les hommes[réf. nécessaire].
Sa localisation est sigmoïdienne dans 80 % des cas.
Le risque semble être sensiblement diminué avec un régime végétarien et avec un régime riche en fibres ou en consommant régulièrement des fruits à coque (noix, noisettes, etc.) ou des pop-corns. Une alimentation riche en fibres alimentaires ou le fait d'aller fréquemment à la selle ne semble toutefois pas prévenir les diverticuloses asymptomatiques.

## Physiopathologie
La paroi colique est formée de quatre couches différentes, qui se superposent : la muqueuse à l'intérieur, la sous-muqueuse, la musculeuse, et la séreuse. Ces couches sont traversées de dehors en dedans par les vaisseaux sanguins, ce qui détermine des points de faiblesse dans la musculeuse.
Un régime alimentaire pauvre en fibres alimentaires entraîne la formation de selles dures, nécessitant de fortes contractions irrégulières du côlon. Cette pression, exercée sur les points faibles de la musculeuse, forme des diverticules : hernies de muqueuse à travers la musculeuse, et refoulant la séreuse, au niveau des points de pénétration des vaisseaux droits.
L'affaiblissement naturel des muscles de l'intestin avec l'âge peut aussi favoriser la formation de diverticules. Un trouble de la motilité intestinale est retrouvé, avec, en particulier, un trouble de la relaxation longitudinale, pouvant être un facteur de la genèse de la diverticulose.
Il existe également des modifications structurales de la paroi colique chez les patients porteurs d'une diverticulose avec plus de plexus myentérique mais moins de cellules ganglionnaires.

## Clinique
La diverticulose est asymptomatique. L'examen clinique est le plus souvent normal.
Il faut bien distinguer diverticulose, qui correspond à une anomalie acquise de la paroi colique et la maladie diverticulaire qui est, elle,  symptomatique.
La maladie diverticulaire peut s'exprimer de différentes façon :
- Rectorragies sur hémorragie diverticulaire (émission de sang rouge dans les selles)
- Diverticulite aiguë associant syndrome inflammatoire clinico-biologique (Fièvre ≈38.5°C, signes de sepsis sévère voire choc septique) , défense abdominale en hypogastre / fosse iliaque gauche pouvant être associé à des vomissements sur un iléus réflexe
- Diverticulite sténosante, où les symptômes prédominants sont ceux du syndrome occlusif bas (arrêt des matières et des gaz, vomissements possibles, potentielle souffrance du colon droit associé).

## Examens complémentaires
On détecte la diverticulose lors d'un transit baryté, d'une tomodensitométrie ou d'une coloscopie, ou à l'occasion d'une complication.
Les recommandations de la Haute Autorité de Santé (HAS) en 2017 préconise comme bilan sanguin, lors d'un épisode de diverticulite :
- Numération globulaire à la recherche d'une hyperleucocytose à PNN
- CRP (augmentée)
- Ionogramme sanguin, à la recherche de troubles ioniques et d'une insuffisance rénale aigüe d'origine fonctionnelle associée.
Il est nécessaire de compléter cet examen biologique par un scanner abdomino-pelvien avec injection de produit de contraste afin d'affirmer le diagnostic et d'évaluer la gravité de la poussée de diverticulite aigüe.

## Évolution et complications
La principale complication de la diverticulose est la sigmoïdite (ou diverticulite), qui correspond à une infection des diverticules. Il s'agit d'un mode de découverte fréquent de la maladie. Chez ceux qui ont été traités médicalement, la récidive d'un épisode de diverticulite est rare, les facteurs prédictifs étant l'âge du patient inférieur à 50 ans et la survenue d'une première récidive. Dans un tiers des cas, la récidive concerne un autre endroit du sigmoïde. Les douleurs chroniques sont cependant fréquentes (un tiers des patients s'en plaint pendant plusieurs jours par mois).

Les complications de la diverticulose sont gradées selon la classification de Hinchey :
Stade 0 : Présence de diverticules asymptomatiques
Il n'y a pas d'indication opératoire à ce stade.
Stade Ia : Diverticulite sigmoïdienne non compliquée
Le tableau est une douleur souvent comparée à une douleur d'appendicite en fosse iliaque gauche. L'examen clinique retrouve une sensibilité voire une défense localisée, mais pas de contracture. 
La biologie révèle un syndrome inflammatoire avec une hyperleucocytose à PNN et une CRP augmentée. 
Le traitement repose sur les antalgiques, et des antibiotiques (amoxicilline + acide clavulanique) peuvent être introduits en cas de persistance des symptômes.
Stade Ib : Abcès péri-diverticulaire
Cette complication est souvent une évolution du stade Ia, avec persistance de l'infection qui finit par former un abcès.
Le patient présente une fièvre et des frissons à ce stade, et une masse péritonéale correspondant à l'abcès peut être retrouvée à la palpation.
Si l'abcès mesure moins de 5 centimètres au scanner, un simple traitement antibiotique suffit la plupart du temps.
S'il fait plus de 5 centimètres, un drainage radio-guidé peut être effectué. 
Si le drainage est impossible, la chirurgie peut être envisagée en dernier recours, en effectuant une résection anastomose de la portion du sigmoïde atteinte.
Stade II : Abcès à distance pelvien, abdominal, rétro-péritonéal
La clinique et le traitement sont les mêmes que pour le stade Ib, mais la douleur et les abcès seront localisés à distance du sigmoïde

Stade III : Péritonite généralisée
C'est une péritonite secondaire à la rupture d'un abcès.
Une contracture généralisée est fréquente, et un pneumopéritoine est visible au scanner. 
Comme pour toute péritonite, le traitement doit être chirurgical en urgence. 
Plusieurs options sont possibles :
- Lavage de la cavité péritonéale +/- suture directe
- Résection-anastomose en un temps
- Intervention de Hartmann (Résection sans anastomose et mise en place d'une colostomie terminale).
Chaque option doit se discuter au cas par cas, selon les conditions per opératoires (état de choc, comorbidités,...) et les traitements habituels du patient (corticoïdes au long cours,...).

Stade IV : Péritonite stercorale
Dans ce cas là péritonite est due à la rupture d'un diverticule, ou les matières fécales se répandent hors du colon.
Le traitement consiste principalement en une résection et colostomie terminale (intervention de Hartmann). La résection-anastomose en un temps, avec ou sans stomie de protection est en cours d'évaluation,.

Les infections de diverticules à répétition peuvent aboutir à une sténose du colon sigmoïde pouvant se compliquer d'occlusion colique.
Le diagnostic de cette sténose peut se faire soit par coloscopie, soit au scanner, et le traitement est une résection anastomose du segment sténosé.

## Prévention et prise en charge
Les études et méta-analyses indiquent qu'un régime riche en fibre à hauteur de 30 g par jour est associé à une réduction de 41 % du risque de diverticulite comparé à ceux consommant un régime pauvre en fibres.
Les akènes, qui sont en fait des sortes de pépins que l'on trouve sur les fraises ou les framboises, ainsi que les pépins de tomates ou de concombre sont généralement considérés comme inoffensifs.
L'administration de probiotiques après une première crise de diverticulite pourrait réduire les douleurs.